# Bezvěrov (Teplá)
Bezvěrov (německy Weserau) je malá vesnice, část města Teplá v okrese Cheb v Karlovarském kraji. Nachází se asi pět kilometrů jihozápadně od Teplé. Prochází zde silnice II/198. Bezvěrov leží v katastrálním území Bezvěrov u Teplé o rozloze 3,95 km². Součástí katastru je i území již zaniklé obce Svatý Vojtěch.

## Historie
Podle legendy existovala obec již v 10. století, kdy údajně obdržela své současné jméno od svatého Vojtěcha, jenž zde podle tradičního podání během svého návratu z Říma do Čech nalezl samé pohany, to je z jeho pohledu lidi bez víry.
První písemná zmínka o vesnici pochází z roku 1273, kdy papež Řehoř X. potvrdil její držení premonstrátům kláštera Teplá. Rozvoj vesnice nastal v období po třicetileté válce a počet obyvatel postupně narůstal. V roce 1838 tvořil Bezvěrov jednu společnou obec s blízkým Svatým Vojtěchem.
Po druhé světové válce a odsunu německého obyvatelstva došlo k částečnému dosídlení o 54 nových obyvatel. Značná část domů, včetně malé obecní kaple, však byla po roce 1945 zbořena. I přes částečné dosídlení počet obyvatel postupně klesal. V roce 2020 žili ve vesnici trvale již jen tři obyvatelé, dva muži a jedna žena.

## Obyvatelstvo
Při sčítání lidu v roce 1921 zde žilo 237 obyvatel, všichni německé národnosti. Všichni obyvatelé se hlásili k římskokatolické církvi.
| Rok                                                      | 1869 | 1880 | 1890 | 1900 | 1910 | 1921 | 1930 | 1950 | 1961 | 1970 | 1980 | 1991 | 2001 | 2011 | 2021 |
| -------------------------------------------------------- | ---- | ---- | ---- | ---- | ---- | ---- | ---- | ---- | ---- | ---- | ---- | ---- | ---- | ---- | ---- |
| Počet obyvatel                                           | 289  | 280  | 288  | 296  | 261  | 237  | 218  | 31   | 36   | 27   | 19   | 4    | 3    | 3    | 3    |
| Počet domů                                               | 44   | 47   | 47   | 48   | 47   | 45   | 46   | 24   | -    | 6    | 5    | 3    | 2    | 3    | 3    |
| Počet domů v roce 1961 je zahrnut v počtu domů v Mrázově |      |      |      |      |      |      |      |      |      |      |      |      |      |      |      |

## Obecní správa
Při sčítání lidu v letech 1850–1963 Bezvěrov byl samostatnou obcí, se kterým patřil nejprve do okresu Teplá, ale v roce 1950 v okrese Mariánské Lázně. Od roku 1964 je částí města Teplá v okrese Karlovy Vary, ale od 1. ledna 2007 v okrese Cheb. V letech 1850–1879 k obci patřily Beranovka, Mrázov a Pěkovice.

## Pamětihodnosti

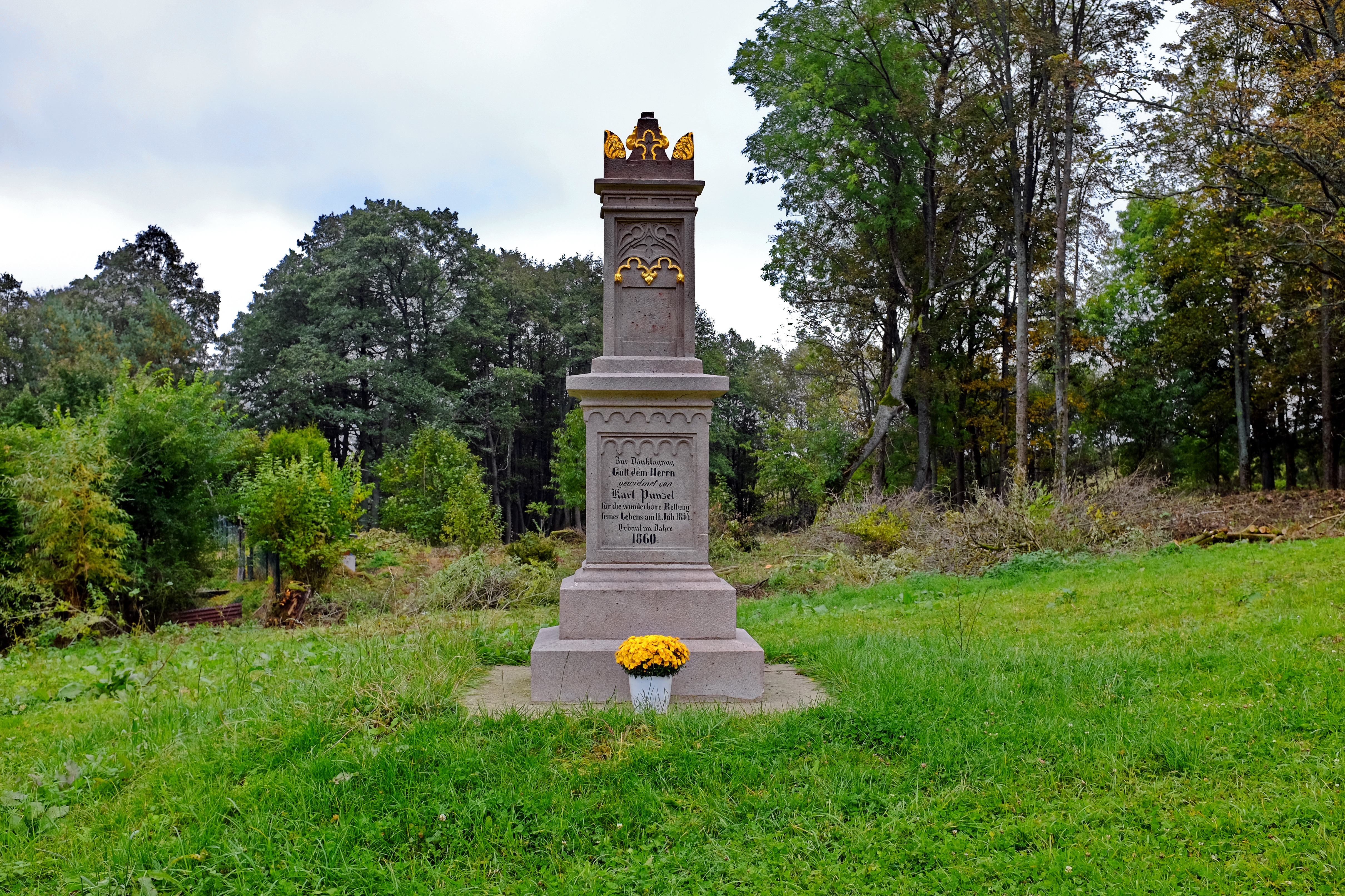
Pomník na návsi

Ve vesnice se dochovala jediná historická památka, kamenný památník z roku 1860. Pomník nechal postavit místní sedlák Karl Punzel jako votivní dar za záchranu svého života poté, co byl 11. července 1854 přejet vozem naloženým kamením a tuto nehodu přežil. Na boku pomníku je plastický reliéf, který tuto událost znázorňuje. Pomník byl městem Teplá v roce 2020 zrestaurován.